# Cécile Cassel
Cécile Crochon (París, 25 de juny de 1982; pronunciació francesa: [sesil kʁɔʃɔ̃]), més coneguda pels noms artístics de Cécile Cassel i HollySiz, és una actriu i cantant francesa.